# Мішель Вермелін
Мішель Вермелін (фр. Michel Vermeulin, 6 вересня 1934) — французький велогонщик.
Олімпійський чемпіон 1956 року в командній шосейній гонці, срібний призер 1956 року в командній гонці переслідування.